# Santiago Minas
Santiago Minas es una localidad del estado mexicano de Oaxaca. Es cabecera del municipio de Santiago Minas.

## Demografía
| Censo | Población |
| ----- | --------- |
| 1900  | 437       |
| 1910  | 592       |
| 1921  | 471       |
| 1930  | 517       |
| 1940  | 412       |
| 1950  | 870       |
| 1960  | 406       |
| 1970  | 476       |
| 1980  | 366       |
| 1990  | 454       |
| 1995  | 389       |
| 2000  | 429       |
| 2005  | 341       |
| 2010  | 408       |
| 2020  | 315       |